# The True Tragedy of Richard III

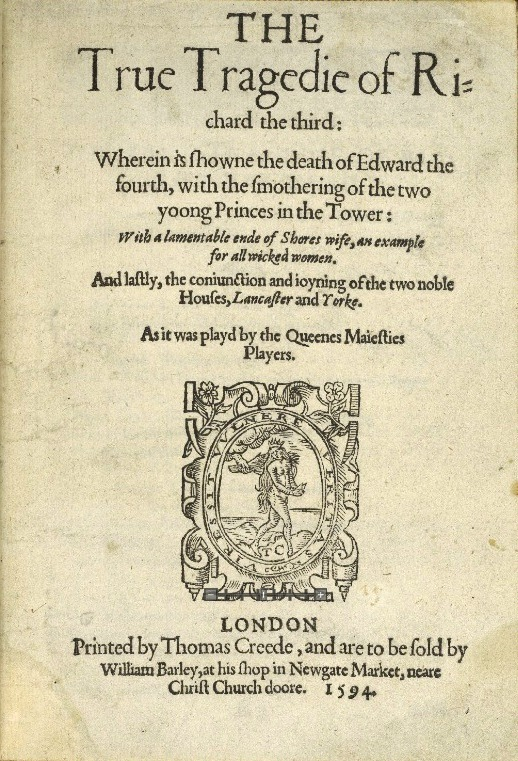
Umschlag der 1594 erschienenen Quartausgabe von The True Tragedy of Richard III, die „von Thomas Creede gedruckt und ... von William Barley in seinem Laden in Newgate Market verkauft werden“ sollte.

The True Tragedy of Richard III ist ein anonymes elisabethanisches Historienspiel zum Thema Richard III. von England. Es hat die Aufmerksamkeit der Gelehrten des englischen Renaissancedramas vor allem wegen der Frage nach seiner Beziehung zu William Shakespeares Richard III. auf sich gezogen.
Der Titel, der auf der Titelseite des Quartheftes erscheint, lautet The True Tragedie of Richard the third.
The True Tragedy of Richard III sollte nicht mit The True Tragedy of Richard, Duke of York verwechselt werden; letzteres ist die frühe alternative Version von Shakespeares Heinrich VI., Teil 3.

## Veröffentlichung
Das Stück wurde am 19. Juni 1594 in das Stationers’ Register eingetragen und erschien noch im selben Jahr im Druck, und zwar in einer Quartausgabe, die von Thomas Creede gedruckt und herausgegeben und von dem Stationer William Barley „at his shop in Newgate Market, near Christ Church door“ verkauft wurde. Zusätzlich zu Creedes Quartausgabe von 1594 wurde eine weitere Ausgabe des Stücks „in London von W.W. für Thomas Millington gedruckt und in seinem Laden unter der Saint Peters Church in Cornewall, 1600, verkauft“. Dies ist wahrscheinlich Cornhill; „unter“ bedeutet unten, da es auf einem Hügel liegt. Vor dem 19. Jahrhundert sind keine weiteren Ausgaben bekannt.
Es sind nur drei Exemplare des Stücks bekannt, die sich alle in den USA befinden. Ein Exemplar befindet sich in der Carl-Pforzheimer-Bibliothek im Harry Ransom Center der University of Texas at Austin, eines in der Folger Shakespeare Library in Washington, D.C., und das dritte in der Huntington Library in Kalifornien.
W. W. Greg erstellte für die Malone Society eine moderne Ausgabe des Stücks, die 1929 vor allem auf der Grundlage der Pforzheimer-Kopie veröffentlicht wurde.

## Datum
„Die Frage des Datums ist verworren und ungeklärt.“ Die meisten Wissenschaftler und Kritiker, die sich auf interne Hinweise im Text stützen, schätzen das Datum der Autorschaft auf ein oder zwei Jahre nach 1590, obwohl auch schon Daten um 1585 genannt wurden.
Auf dem Titelblatt der Quartausgabe von 1594 heißt es, dass das Stück von The Queen Majesties Players aufgeführt wurde. Auf der Titelseite der Quartausgabe von 1600 steht, dass das Stück „verschiedene“ Male vom Right Honourable the Earle of Pembrooke his servantes aufgeführt wurde. Jedes Datum der Autorschaft für The True Tragedy in der Mitte bis Ende der 1580er bis Anfang der 1590er Jahre wäre mit der Aufführung durch die Queen's Men vereinbar.
Kritiker gehen im Allgemeinen davon aus, dass der Autor von The True Tragedy von Thomas Legges lateinischem Stück Richardus Tertius (ca. 1580) beeinflusst wurde – obwohl diese Beziehung für die Datierung von The True Tragedy wenig hilfreich ist.